# 관망
관망(管網, pipe network)이란 유체를 운반하는 관이 그물망처럼 여러 개 연결되어 있는 것을 말한다. 각각의 관에 흐르는 유체의 유량을 구하는 것을 관망 해석이라고 한다. 관망 해석에는 연속 방정식과 베르누이 방정식을 이용한다.

## 관망 해석의 조건
관망 해석의 조건은 세 가지가 있다.
1. 폐회로를 따라 한쪽 방향으로 측정한 손실 수두의 합은 0이어야 한다.{\displaystyle (\Sigma h_{L}=0)} 이때 측정 방향과 흐름 방향이 일치한다면 hL>0, 반대라면 hL<0으로 나타낸다.
2. 한 절점에서 유입 유량과 유출 유량은 같아야 한다.(연속방정식)
3. 각각의 관에 대해 수두손실과 유량은 적당한 함수 관계가 유지되어야 한다.

## 유량과 손실수두의 관계
손실수두 hL과 유량 Q의 관계는 Darcy-Weisbach 공식과 관수로의 평균 유속 경험식에 의해 일반적으로 다음과 같다.
{\displaystyle {\begin{aligned}h_{L}&=f{\frac {l}{d}}{\frac {V^{2}}{2g}}\\&=f{\frac {l}{d}}{\frac {1}{2g}}\left({\frac {4Q}{\pi d^{2}}}\right)^{2}\\&=k_{1}Q^{2}\end{aligned}}}
{\displaystyle h_{L}=kQ^{n}}
k는 관의 제원에 의해 결정되는 값이고 n은 Darcy-Weisbach 공식과 Manning 공식 사용 시에는 n=2, Hazen-Williams 공식 적용시에는 n=1.85를 쓴다.

## 유량 계산
관망의 유량 계산은 하디 크로스법을 사용한다. 한개의 폐회로에 대해서 유량이 흐르는 경우 손실수두 합은 다음 식으로 나타낼 수 있다.
{\displaystyle \Delta Q=-{\frac {\Sigma kQ'^{n}}{\Sigma knQ'^{n-1}}}}
여기서 Q'은 실제 유량 Q에 대한 가정 유량이다.{\displaystyle (Q=Q'+\Delta Q)} 이 식을 기본으로 하여 가정유량을 축차보정함으로써 실제 유량을 근사적으로 구하는 것이 하디 크로스법이다. 절차는 다음과 같다.
1. '관망 해석의 조건' 2번을 만족하도록 각각의 관에 흐르는 유량 Q'을 가정한다.
2. n, k값을 결정한다. 각 관에 대하여, 가정 유량 Q'에 대한 손실수두 hL' 즉, {\displaystyle kQ'^{n},knQ'^{n-1}}을 계산한다.
3. 각각의 폐회로에 대해 {\displaystyle \Sigma h_{L}'(=\Sigma kQ'^{n}),\Sigma knQ'^{n-1}}을 계산한다.
4. 3번의 결과를 이용하여 {\displaystyle \Delta Q}를 구한다. 이 값이 0이 아닌 경우 Q'에 {\displaystyle \Delta Q}를 더하거나 빼서 1차 수정 유량을 정한다. 가정 유량의 방향이 시계방향이면 보정유량을 더해주고, 반시계방향이라면 보정유량을 빼주면 1차 수정 유량을 구할 수 있다. 2개 회로 모두에 속하는 관에 대해서는 이중으로 보정해준다.
5. 다시 2번 과정으로 돌아가서 {\displaystyle \Delta Q}가 어느정도 허용한도 내에 들어올 때까지 계산을 반복한다.

## 같이 보기
- 최대 유량 최소 컷 정리
- 네트워크 이론

## 참고 문헌
- 김경호 (2010). 《수리학》 1판. 한티미디어. ISBN 978-89-6421-019-2.